# Youri Loen
Youri Loen (Nijmegen, 27 januari 1991) is een Nederlands voetballer die doorgaans als middenvelder speelt. Zijn vader Hans Loen (1951) speelde als prof voor EVV en is trainer in het amateurvoetbal.

## Loopbaan

### N.E.C.
Loen begon met voetballen bij SV Orion in zijn woonplaats Nijmegen. In 2001 kwam hij terecht bij de jeugdopleiding van N.E.C.. Vanaf het seizoen 2010/11 maakt de aanvallende middenvelder deel uit van de selectie van het eerste elftal. Zijn debuut op het hoogste niveau maakte hij op 9 april 2011, toen hij in de met 1-4 gewonnen uitwedstrijd tegen VVV-Venlo in de 77ste minuut inviel voor Sibum. Op 14 juli 2012 raakte Loen zwaargeblesseerd. In een oefenwedstrijd van N.E.C. tegen De Treffers werd Loen getackeld en moest per brancard het veld verlaten. Hij brak zijn scheen- en kuitbeen. Hij werd in januari 2014 verhuurd aan FC Dordrecht waarmee hij via de nacompetitie naar de eredivisie promoveerde.

### Sparta Rotterdam
In 2014 stapte hij over naar Sparta Rotterdam. In het seizoen 2015/16 speelt Loen op huurbasis voor Fortuna Sittard. In maart 2016 maakte Sparta bekend het aflopende contract niet te verlengen. In de voorbereiding op het seizoen 2016/17 trainde Loen bij Achilles '29. 

### FC Emmen en Almere
Vanaf het seizoen 2016/17 kwam hij uit voor FC Emmen waarmee hij via de nacompetitie naar de Eredivisie promoveerde. Van het 2018 tot 2020 speelde Loen voor Almere City FC. In de zomer van 2020 ging hij bij TOP Oss meetrainen en op 6 oktober verbond hij zich op amateurbasis aan de club. 

### Buitenlandse avonturen
Tien dagen later ging Loen naar het Griekse Doxa Drama dat uitkomt in de Super League 2. Hij speelde in twee oefenduels maar de competitie werd daarna gestaakt vanwege de Covid-19 uitbraak. Zijn ploeg mocht vervolgens vanwege interne problemen niet meer starten en Loen verliet eind 2020 de club. Na een proefperiode sloot hij op 26 januari 2021 aan bij het Finse FC Haka dat uitkomt in de Veikkausliiga. Nadat zijn contract eind 2021 afliep, vervolgde Loen zijn loopbaan op Malta bij Mosta FC. Medio 2022 liep zijn contract af. 

### De Treffers
In de zomer van 2023 kwam Loen een eenjarig contract overeen met De Treffers, uitkomend in de Tweede divisie. Met de Treffers werd hij tweede in de Tweede divisie.

## Clubstatistieken
| Seizoen         | Club              | Competitie      | Competitie | Competitie | Beker | Beker | Overig | Overig | Totaal | Totaal |
| Seizoen         | Club              | Competitie      | Wed.       | Dlp.       | Wed.  | Dlp.  | Wed.   | Dlp.   | Wed.   | Dlp.   |
| --------------- | ----------------- | --------------- | ---------- | ---------- | ----- | ----- | ------ | ------ | ------ | ------ |
| 2010/11         | N.E.C             | Eredivisie      | 1          | 0          | 0     | 0     | —      | —      | 1      | 0      |
| 2011/12         | N.E.C             | Eredivisie      | 3          | 0          | 0     | 0     | —      | —      | 3      | 0      |
| 2012/13         | N.E.C             | Eredivisie      | 0          | 0          | 0     | 0     | 0      | 0      | 0      | 0      |
| 2013/14         | N.E.C             | Eredivisie      | 2          | 0          | 0     | 0     | 0      | 0      | 2      | 0      |
| 2013/14         | → FC Dordrecht    | Eerste divisie  | 7          | 1          | 0     | 0     | 4      | 0      | 11     | 1      |
| 2014/15         | Sparta Rotterdam  | Eerste divisie  | 23         | 3          | 2     | 0     | —      | —      | 25     | 3      |
| 2015/16         | → Fortuna Sittard | Eerste divisie  | 32         | 2          | 1     | 0     | —      | —      | 33     | 2      |
| 2016/17         | FC Emmen          | Eerste divisie  | 27         | 3          | 1     | 0     | 4      | 1      | 32     | 4      |
| 2017/18         | FC Emmen          | Eerste divisie  | 33         | 4          | 1     | 0     | 4      | 1      | 38     | 5      |
| 2018/19         | Almere City       | Eerste divisie  | 34         | 3          | 0     | 0     | 2      | 0      | 36     | 3      |
| 2019/20         | Almere City       | Eerste divisie  | 29         | 5          | 0     | 0     | 0      | 0      | 29     | 5      |
| 2020/21         | FC Haka           | Veikkausliiga   | 9          | 0          | 1     | 0     | 0      | 0      | 10     | 0      |
| 2021/22         | Mosta FC          | Premier League  | 4          | 0          | 2     | 0     | 2      | 0      | 8      | 0      |
| 2023/24         | De Treffers       | Tweede divisie  | 15         | 0          | 3     | 0     | 0      | 0      | 18     | 0      |
| Carrière totaal | Carrière totaal   | Carrière totaal | 219        | 21         | 11    | 0     | 16     | 2      | 246    | 23     |

Bijgewerkt op 29 maart 2024